# Summoner 2
Summoner 2 ist der Nachfolger des Action-Rollenspiels Summoner von Volition und wurde im September 2002 von THQ für die PlayStation 2 veröffentlicht. 2003 kam das Spiel unter dem Titel Summoner: A Goddess Reborn in einer von den Cranky Pants Games angepassten Version für den GameCube heraus.

## Handlung
Summoner 2 spielt 20 Jahre nach den Abenteuern von Joseph im Vorgänger. Zu dem Zeitpunkt, als Joseph mit Hilfe der Beschwörerringe als Gott Urath wiedergeboren wird, kommt weit entfernt von Medeva und Orenia in Halassar, einer Provinz des Kaiserreichs Galdyr, die neue Protagonistin des Spiels Maia zur Welt. Gemäß einer alten Prophezeiung ist sie die Reinkarnation der Göttin Laharah (Goddess Reborn, vgl. Untertitel der Gamecube-Version) und ist dazu bestimmt, ein großes Schicksal zu erfüllen. Im Alter von nur vier Jahren wurde Maia Königin von Halassar. Doch die Priester Uraths sehen in den Anhängern Laharahs Feinde und versuche daher, Maia zu töten.
Das Abenteuer beginnt auf dem Mitternachtssee, wo Piraten versuchen Maia zu entführen. Doch mit Hilfe ihrer Freundin Sangaril, einer Munari, kann sie die Piraten bezwingen. Da Maia das passende Alter erreicht hat, muss sie ihre Prophezeiung erfüllen. Gemäß Prophezeiung pflanze Laharah vor sehr langer Zeit den Baum von Eleh. Dieser wurde aber von einem mächtigen Sturm zerstört und so kam das Böse in die Welt. Laharah verließ Halassar, um eine Möglichkeit zu finden, den Baum zu heilen. In der Gestalt Maias sei sie nun zurückgekehrt, um dieses Versprechen zu erfüllen. Unterstützt wird Maia bei ihrer Aufgabe von ihrem Kampflehrmeister Taurgis, Prinz Neru, einem Piraten der Mitternachtssee, der Munari-Auftragsmörderin Sangaril, dem Gladiator Morbazan, dem Maschinenwesen Iari, Krobelus, der alles andere als loyal ist, und der aus dem Vorgänger bekannte Charakter Yago.

## Spielprinzip
Das Grundkonzept des Spiels ist identisch zum Vorgänger, auch in Darstellung und Grafik gab es nur moderate Verbesserungen. Im Spiel selbst ist die Anzahl der verfügbaren Helden für die eigene Gruppe deutlich größer als im Vorgänger. Die Hauptänderung im Spiel ist das Kampfsystem, welches vereinfacht wurde, was zu einem leichteren Zugang zum Chain-System und schnelleren, mehr actionbasierten Kämpfen führte. Dabei wurden die möglichen Combos den verschiedenen Klassen anstelle von speziellen Helden zugeordnet, und um verschiedene Optionen erweitert.

## Entwicklung
Das Spiel wurde von THQ am 19. April 2002 offiziell für PlayStation 2 angekündigt.
Am 28. August 2002 wurde der Abschluss der Arbeiten bekanntgegeben und die Veröffentlichung in den USA für den 13. September 2002 festgelegt. Bei der Gestaltung suchte Volition eine Abwechslung vom typische Fantasy-Design und orientierte sich für die Architektur des Königreichs Halassar an der indischen Kultur, nahm aber auch Einflüsse aus der Science-Fiction auf. Da das Spiel im Gegensatz zum Vorgänger exklusiv für die Spielkonsole entwickelt wurde, entschied sich der Entwickler für ein actionorientierteres Spielprinzip.
Im November 2002 kündigte THQ die Portierung des Spiels auf den Gamecube mit dem ursprünglichen Titel Summoner: The Prophecy an, der im Dezember dann in den finalen Untertitel A Goddess Reborn umgeändert wurde.
2013 musste Publisher THQ Insolvenz anmelden und wurde zerschlagen. Die Rechte an Summoner und Summoner 2 gingen nach einer Versteigerung am 15. April 2013 zusammen mit 150 anderen Titeln für insgesamt 4,9 Millionen US-Dollar an den schwedischen Publisher Nordic Games.

## Rezeption
Das Spiel erhielt zumeist durchschnittliche bis positive Rezensionen. Das deutschsprachige Onlinemagazin 4Players lobt die Grafik. Das Spiel unterscheide sich zwar zum Beispiel durch das Echtzeitkampfsystem deutlich von seinem Vorgänger, die Änderungen werden aber positiv gewertet.

„Zwar unterscheidet sich Summoner 2 teils erheblich von seinem Vorgänger, aber im Grunde treten fast alle Veränderungen positiv in Erscheinung.“

Auch IGN sieht in Summoner 2 Verbesserungen zum ersten Teil in jeder Hinsicht. Dem Spiel fehle zwar die Ausgereiftheit, Ausgewogenheit und Persönlichkeit des am selben Tag veröffentlichten Kingdom Hearts, für ein älteres Publikum von Abenteurern sei es aber eine gute Alternative.

“An improvement on the original in every way, Volitions follow-up RPG delivers solid adventure”

„Als Verbesserung des Originals in jeder Hinsicht, liefert Volitions Nachfolger-RPG ein solides Abenteuer ab“